# Areál (biologie)
Areál (z latiny) je území, oblast rozšíření, část zemského povrchu, ve kterém se vyskytuje určitý taxon (druh, rod apod.) Areál se člení na subareály, dílčí jednotky se pak nazývají arely.
Areály jsou různě velké. Některé organismy jsou kosmopolitní, tedy vyskytují se (přirozeně nebo s pomocí člověka) po celém světě. Organismus s cirkumpolárním areálem se vyskytuje v mírném až boreálním pásu okolo celé Země. Pokud je areál velmi malý, označujeme takový organismus jako endemit určitého území.

## Různé způsoby dělení areálů

### Podle taxonu
Areály se mohou dělit i podle typu taxonu. Nejčastěji se určují areály druhů, rodů a čeledí. Často se popisují i areály nižších taxonomických jednotek (podrodů apod.) nebo areály vyšších taxonomických jednotek (řád či říše).

### Podle velikosti
Areály se rozdělují podle velikosti na:
- kosmopolitní – daný taxon je rozšířen po celém světě, vyjma extrémních biotopů pro daný taxon nevýhodných (např. Antarktida, páramo).[1] V případě areálů druhů se jedná hlavně o rostliny vodní či žijící poblíž vodních zdrojů – např. hasivka orličí (Pteridium aquilinum), rákos obecný (Phragmintes australis) či orobinec širolistý (Typha latifolia). Kosmopolitními areály rodů jsou např. areál ostřice (Carex), pryskyřníku (Ranunculus), kostřavy (Festuca) nebo biky (Luzula). Kosmopolitními čeleďmi jsou např. hvězdnicovité (Asteraceae), lipnicovité (Poaceae), růžovité (Rosaceae), hluchavkovité (Lamiaceae) či šáchorovité (Cyperaceae).
  - druhotně (sekundárně) kosmopolitní – jde o sekundární rozšíření způsobené například člověkem (faktor antropický). Jedná se například o jitrocel větší (Plantago mayor), lipnici roční (Poa annua), rdesno ptačí (Polygonum aviculare) či pampelišku lékařskou (Taraxacum officinale). Časté je sekundární kosmopolitní rozšíření u plevelů (např. kokoška pastuší tobolka (Capsela bursa-pastoris)). Vzhledem k tomu, že taxony jsou šířeny v podstatě bezděčně, je sekundární kosmopolitní rozšíření význačné u areálů druhů.

Eurychorní areál rosnatky (Drosera sp.)

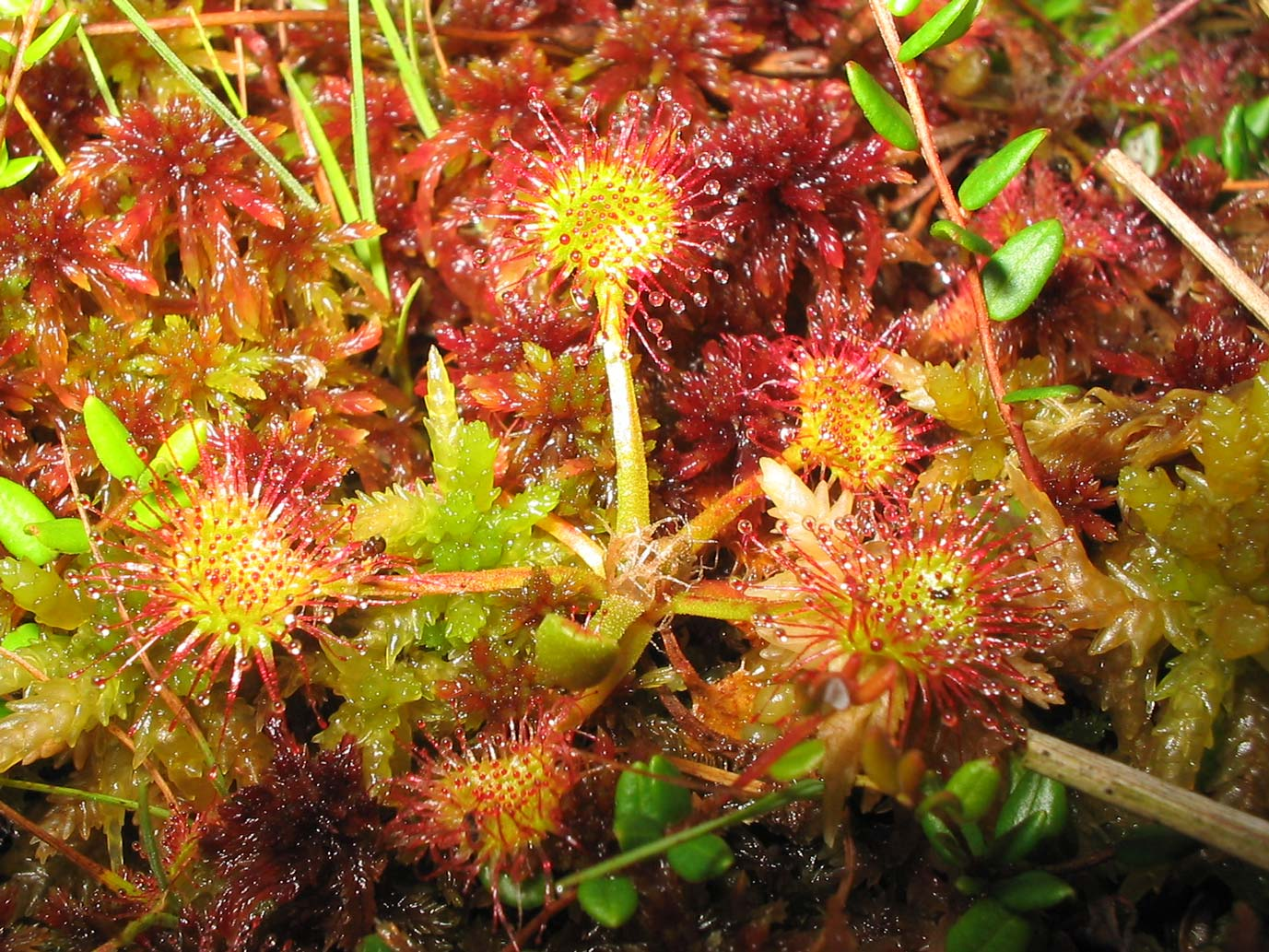
Rosnatka okrouhlolistá (Drosera rotundifolia)

- eurichorní/euryzonní – areál zasahující několik kontinentů.[2] Areály druhů jsou např. areál borovice lesní (Pinus silvestris) rozkládající se v pásu jdoucím od Španělska po východní Čínu, areál jalovce obecného (Juniperus comunis) rozkládající se v Eurasii a Severní Americe či areál přesličky rolní (Equisetum arvense) rozložený cirkumpolárně (obtočně) na severní polokouli. V případě rodů jsou to rody leknín (Nympaea) a rosnatka (Drosera), jejichž areál se nachází v mírných pásech a tropech celého světa; šťavel (Oxalis) roste od tropů po studený pás celosvětově. Eurychorní areál má i řada čeledí. Jedná se např. o borovicovité (Pinaceae) a dřínovité (Cornaceae) rostoucí cirkumpolárně na severní polokouli; arekovité (Arecaceae), banánovníkovité (Musaceae) a pepřovníkovité (Piperaceae) rostoucí v tropech či čeledě dřišťálovité (Berberidaceae), lnovité (Linaceae) a révovité (Vitaceae).

- mezochorní – areál zaujímající nejčastěji pouze jeden kontinent.[zdroj?] Příkladem mezochorních druhových areálů jsou dub letní (Quercus robur), brslen evropský (Euonymus europea) a ostřice chlupatá (Carex pilosa), rostoucí převážně v Evropě. Dále rody dřípatka (Soldanella), ocún (Colchicum) či chrastavec (Knautia) a čeledě ořešákovité (Juglandaceae) či dosnovité (Cannaceae).

- stenochorní/stenozonní – menší areál, zasahující pouze určitý region v rámci kontinentu.[3] Jedná se převážně o areály druhů. Může jím být areál modřínu opadavého (Larix decidua), který roste přirozeně v Alpách a Karpatech, areál jírovce maďálu (Aesculus hippocastanum) rozkládající se na Balkánu či dřípatky karpatské (Soldanella carpatica) rozšířené v západních Karpatech. Příkladem rodového stenochorního areálu je monotypní areál rodu Petrocoptis, který se přirozeně vyskytuje v Pyrenejích a na Pyrenejském poloostrově. U čeledí není tento typ areálu tak častý. Příkladem může být areál čeledě Lactoriadaceae, která se vyskytuje na ostrovech Juana Fernándeze.

- oligotopní/polytopní – areál sestávající z několika malých arel.[4] Příkladem může být areál ruměnice turňanské (Onosma tornensis).

- monotopní – areál sestává nejčastěji z jedné malé arely.[5] Příkladem je například smetanka pieninská Taraxacum pieninicum rostoucí v masivu Trzy Korany v Pieninách v Polsku nebo druh rostliny Lacandonia schismatica, vyskytující se pouze na malém území v lakandonském pralese v mexickém státě Chiapas.

### Podle hustoty
Podle hustoty rozšíření se areály dělí na:
- eurytopní – s hustým výskytem taxonu[6]
- stennotopní – s řídkým výskytem taxonu[7]

### Podle souvislosti
Podle souvislosti se areály dělí na kontinuální (souvislé), disjunktivní (nesouvislé) a polydisjunktivní. Souvislý areál znamená, že daný taxon (druh, rod, čeleď…) se vyskytuje na určitém území ohraničeném hranicí areálu. Toto území je souvislé.
Většina areálů je disjunktivních. Ty mohou být makrodisjunktivní či mikrodisjunktivní. Malé ostrůvky areálu, resp. arely se nazývají exklávy. Mezi disjunktivnimi areály tak vznikají disjunkce, tedy území bez rozšíření daného taxonu. Disjunktivní areál je rozdělený disjunkcí, tzn. přerušením, kde se daný taxon nevyskytuje. Příkladem disjunktivního areálu je areál modřínu opadavého (Larix decidua), který se vyskytuje převážně v Alpách, ale částečně i v jiných horách.
Typy disjunkcí: • arktoalpínská, • evropsko-altajská, • evropsko-východoasijská, • středoevropsko-kavkazská, • mediteránní, • pontická, • severoatlantská, • holoarktická, • severopacifická, • pantropická, • paleotropická, • jihoatlantská, • holantarktická, • bipolární.

## Hranice areálu
Hranice areálu je nejčastěji dána klimatem. To ale neznamená, že by nebyl ovlivněn dalšími biotickými i abiotickými, případně antropickými faktory. V případě, že se uvnitř areálu nachází ostrov, kde daný taxon není rozšířen, nazývá se takové území areálová exkláva.
Z hlediska vývoje a změny hranice areálu dochází k takzvané oscilaci, což je krátkodobá změna hranice areálu. Dlouhodobá změna hranice areálu je označována jako expanze (rozšíření) a regrese (zmenšení).

## Stabilita areálu
Stabilita areálu je dána výše zmíněnými ekologickými faktory. Taxon, který dosáhne hranice podmínek své existence, vytvoří „stabilní areál“. V současnosti dochází hlavně vlivem člověka (faktory antropické) ke zmenšování areálů. Druhy, které ustupují před vlivy člověka, se nazývají antropofobní, druhy, které se šíří činností člověka, se nazývají antropofilní.

## Centrum areálu
Rozlišují se tři druhy center areálu: geometrické, frekvenční a genetické.
- geometrické centrum areálu se nachází v geometrickém středu.
- frekvenční centrum areálu se nachází v místě, kde je nejhustší výskyt daného taxonu. U areálů rodů a čeledí bývá těchto center více.
- genetické centrum areálu se nachází na území předpokládaného vzniku taxonu.

Podle počtu center rozlišujeme areály monocentrické (1 centrum), bicentrické (2 centra), tricentrické (3 centra) až polycentrické (n center).

## Zvláštní druhy areálů

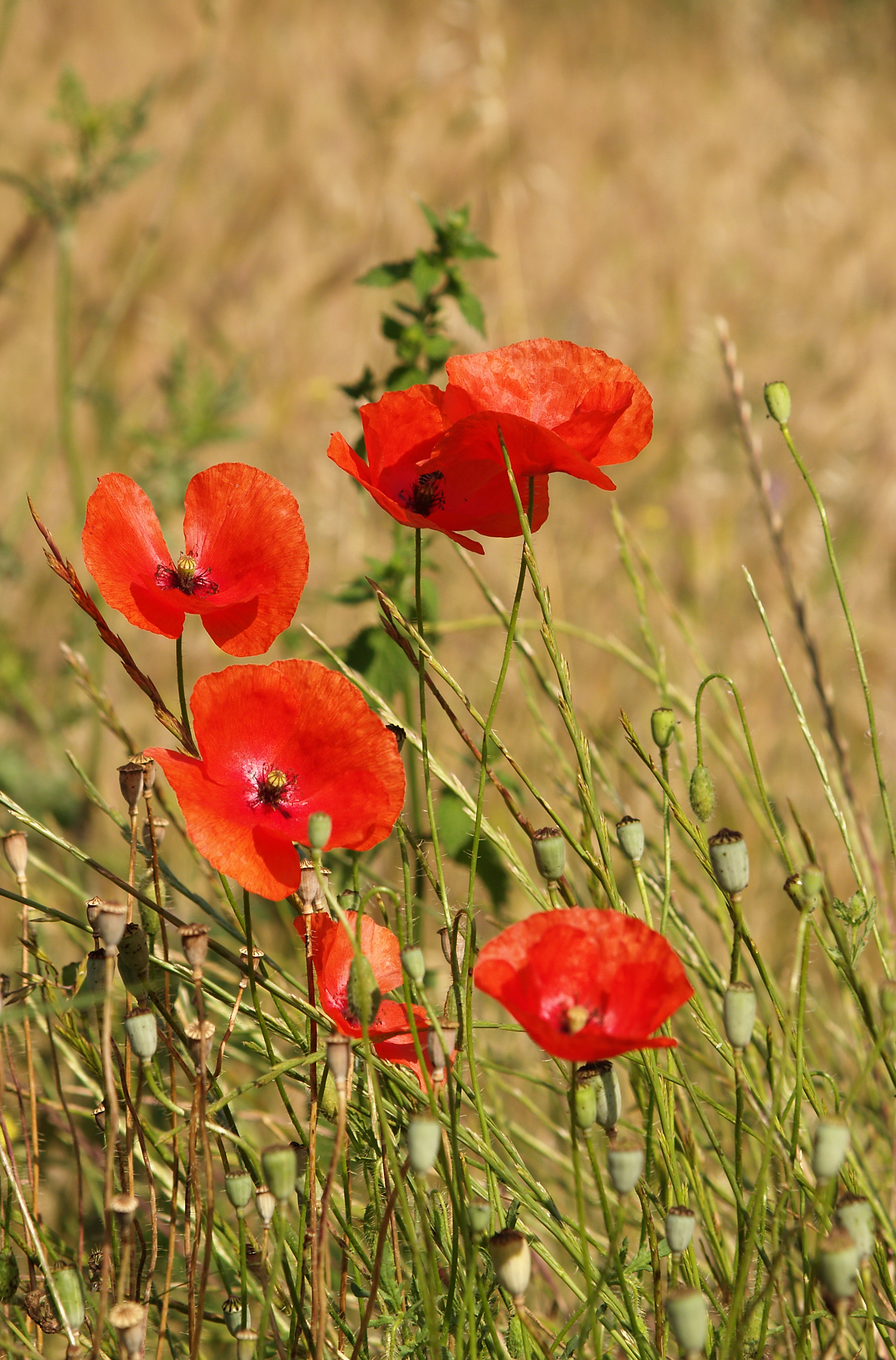
Vlčí mák – archeofyt

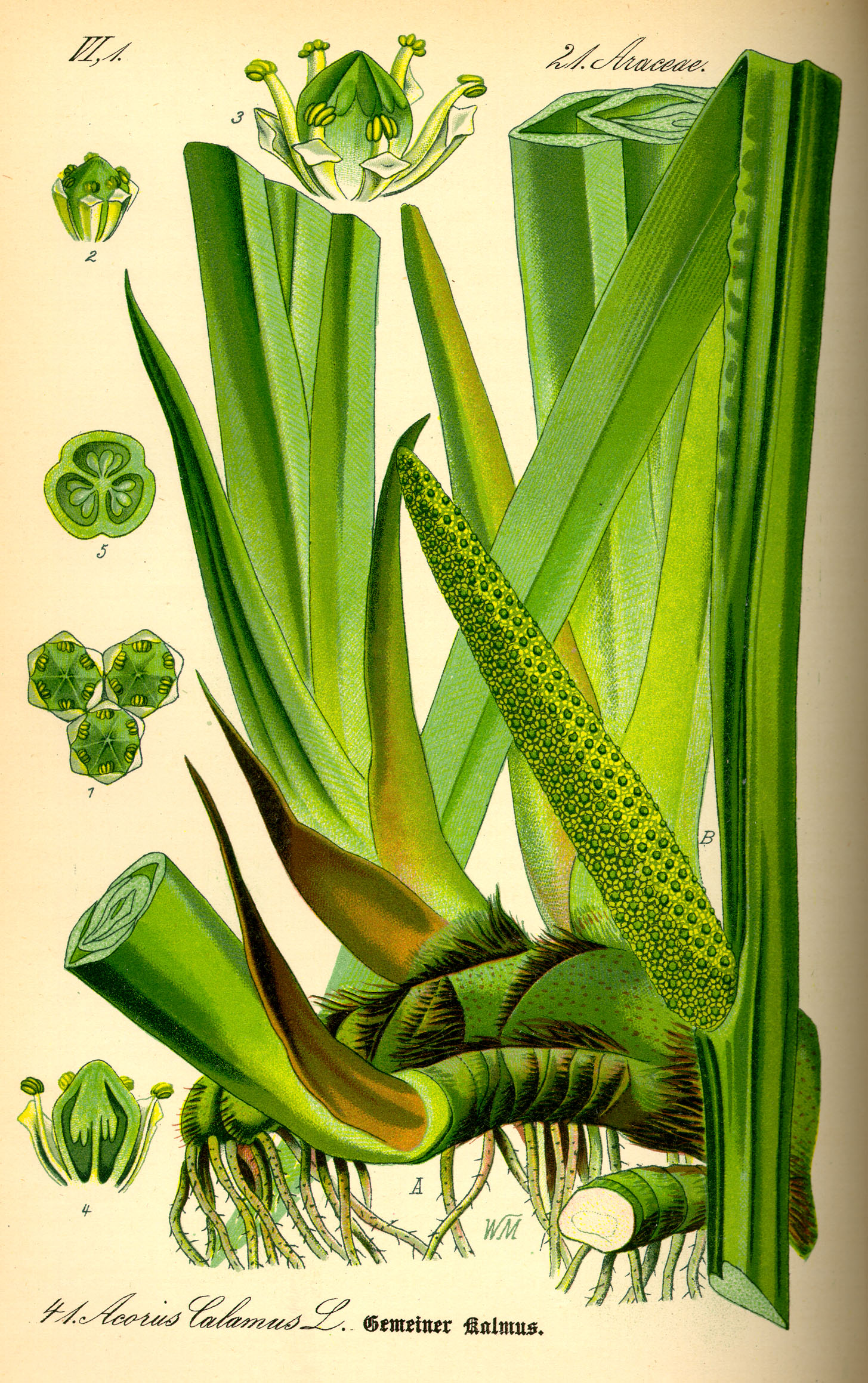
Puškvorec obecný – neofyt

### Reliktní areál
Je to vlastně zbytek určitého, původně výrazně většího areálu. Rozsah původního areálu se zjišťuje z paleobotanických nálezů. Reliktním areálem je např. areál rodu jinan (Ginkgo), rozkládající se v provincii An-chue v Číně, který se ještě na počátku čtvrtohor rozkládal cirkumpolárně na severní polokouli. Reliktní areál neznamená totéž, co relikt.

### Nepůvodní areál
Nepůvodní areál je areál vzniklý činností člověka. Taxony související se vznikem areálu působením člověka se nazývají antropofyty. Podle typu antropogenní příčiny rozlišujeme archeofyty, neofyty a apofyty. Existují i druhy, u kterých již původní areál není znám (heřmánek cizí, šťavel žlutý).

#### Archeofyty
Archeofyt je nepůvodní druh rostliny, který se do míst nynějšího výskytu dostal úmyslně nebo neúmyslně v období od počátku neolitu (od doby začínajícího zemědělství) do konce středověku (zhruba do doby objevení Ameriky roku 1492), např. kopřiva žahavka (Urtica urens), mák vlčí (Papaver rhoeas) či koukol polní (Agrostemma githago).

#### Neofyty
Neofyt je nepůvodní druh rostliny, který se do míst nynějšího výskytu dostal úmyslně nebo neúmyslně v období od začátku novověku (objevení Ameriky r. 1492) do současnosti. Jako například puškvorec obecný (Acorus calamus), který byl zavlečen v 16. století na dnešní území ČR z Indie, nebo pěťour maloúborný (Galinsoga parviflora), k jehož zavlečení došlo v 19. století z Ameriky.

#### Apofyty
Apofyty jsou druhy z místní květeny, migrující a šířící se na antropogenně vytvořené biotopy, tedy na místa vytvořená lidskou činností. Příkladem mohou být kopřiva dvoudomá (Urtica dioica), kuklík městský (Geum urbanum) či bršlice kozí noha (Aegopodium podagraria).

## Zobrazení areálů
V chorologické praxi se areály zobrazují pomocí geografických map. Konkrétní zobrazení může být:
- síťové – v předem dané síti, např. 10×10 km, se označí, zda byl sledovaný taxon v konkrétním čtverci aspoň jednou zaznamenán,
- obrysové – vychází se ze známých krajních lokalit, které se spojí,
- bodové – zaznamená se každý výskyt.